# Туайтс, Уильям
Уильям Туайтс (англ. William Twaits; 20 августа 1879, Галт, Онтарио — 13 апреля 1941, Сарния, Онтарио) — канадский футболист, чемпион летних Олимпийских игр 1904.
На Играх 1904 в Сент-Луисе Туайтс выступал за сборную Канады. Выиграв два матча, он занял первое место и выиграл золотую медаль.